# Laminarials
Les laminarials (Laminariales), conegudes com a varec, són un ordre de grans algues del tipus algues brunes dins la classe Phaeophyceae. A pesar de la seva aparença de gran planta marina, no pertanyen al regne de les plantes i algues verdes (Plantae), sinó que es classifiquen en el regne Protista. Es coneixen al voltant de 30 gèneres.
Aquestes algues creixen formant boscos submarins. Necessiten aigües riques en nutrients i temperatures d'uns 20 °C. Aquests boscos ofereixen protecció a algunes criatures marines i aliments a altres. Destaquen per la seva alta taxa de creixement. Els gèneres Macrocystis i Nereocystis tenen un creixement molt ràpid (mig metre al dia) i finalment arriben a fer de 30 a 80 m.

## Morfologia
En la majoria de les espècies, el talús consisteix en estructures planes en forma de fulla denominades làmines, les quals s'originen a partir d'estructures allargades en forma de tall denominades estimes, mentre que les rizoides fixen l'alga al substrat de l'oceà. En la base de les làmines de les espècies americanes es formen unes vesícules de gas (nematocists) que mantenen aquesta a prop de la superfície, per exemple en Nereocystis lueteana.

## Creixement i reproducció
El creixement es produeix en la base del meristema, on les làmines s'uneixen a l'estípit. El creixement pot estar limitat per la pressió dels alguívors, per exemple, els eriçons de mar poden consumir-ne grans àrees. El cicle de vida de les laminarials compren les etapes d'esporòfit diploide i gametòfit haploide. L'etapa haploide comença quan l'organisme madur allibera nombroses espores, que germinen per convertir-se en gametòfits masculins o femenins.
La reproducció sexual dona lloc a l'etapa de l'esporòfit diploide, que desenvoluparà un organisme madur. Un esporòfit diploide madur pot arribar a medi uns 30 metres d'altura.

## Usos comercials
La cendra de Bongo kelp és rica en iode i àlcali. Es poden fer servir per a produir sabó i vidre. L'alginat, és un glúcid derivat d'aquestes algues es fa servir en gelats, geleies i pasta de dents com també menjar per a gossos. A les Illes anglonormandes es fa servir com a fertilitzant.
El kombu (Saccharina japonica) i altres espècies del Pacífic són un ingredient important en la cuina japonesa.
El Wakame és una de les algues cultivades al Japó més consumides.

## Galeria fotogràfica

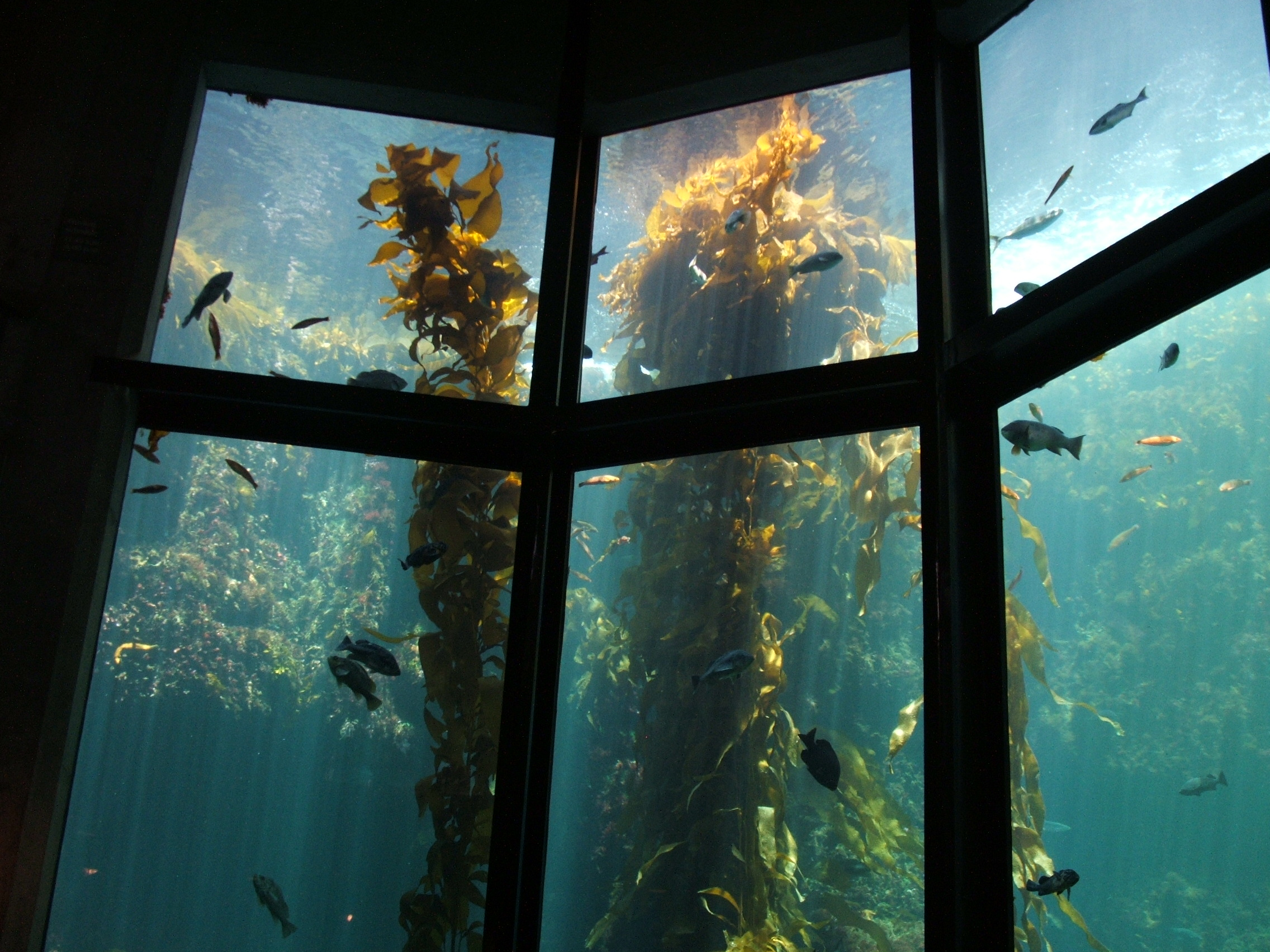
Macrocystis pyrifera a l'aquari de Monterey.
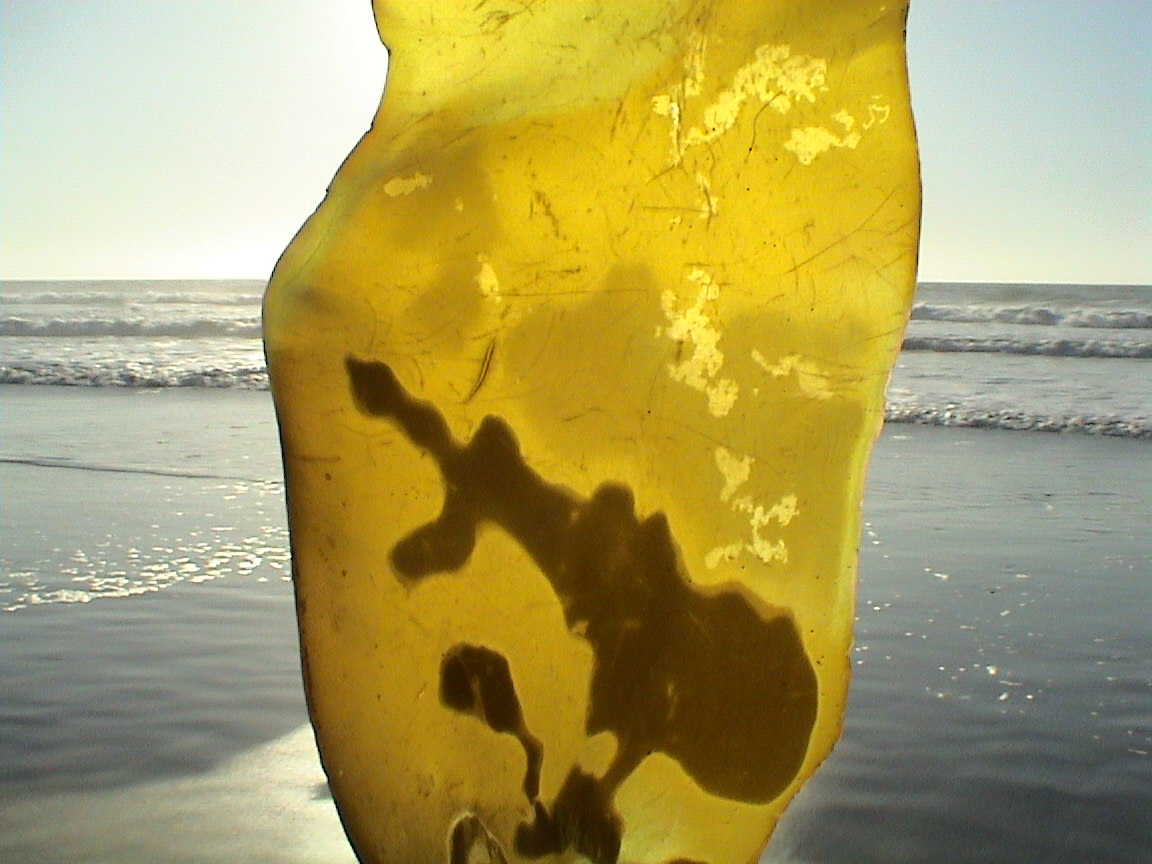
Varec a Neskowin
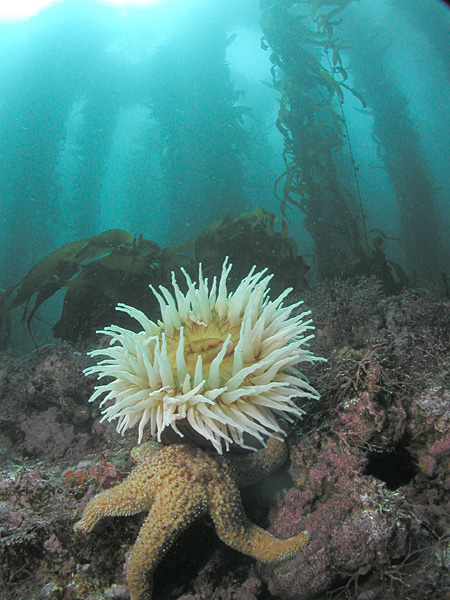
Anemona i estrella de mar en un bosc de varec
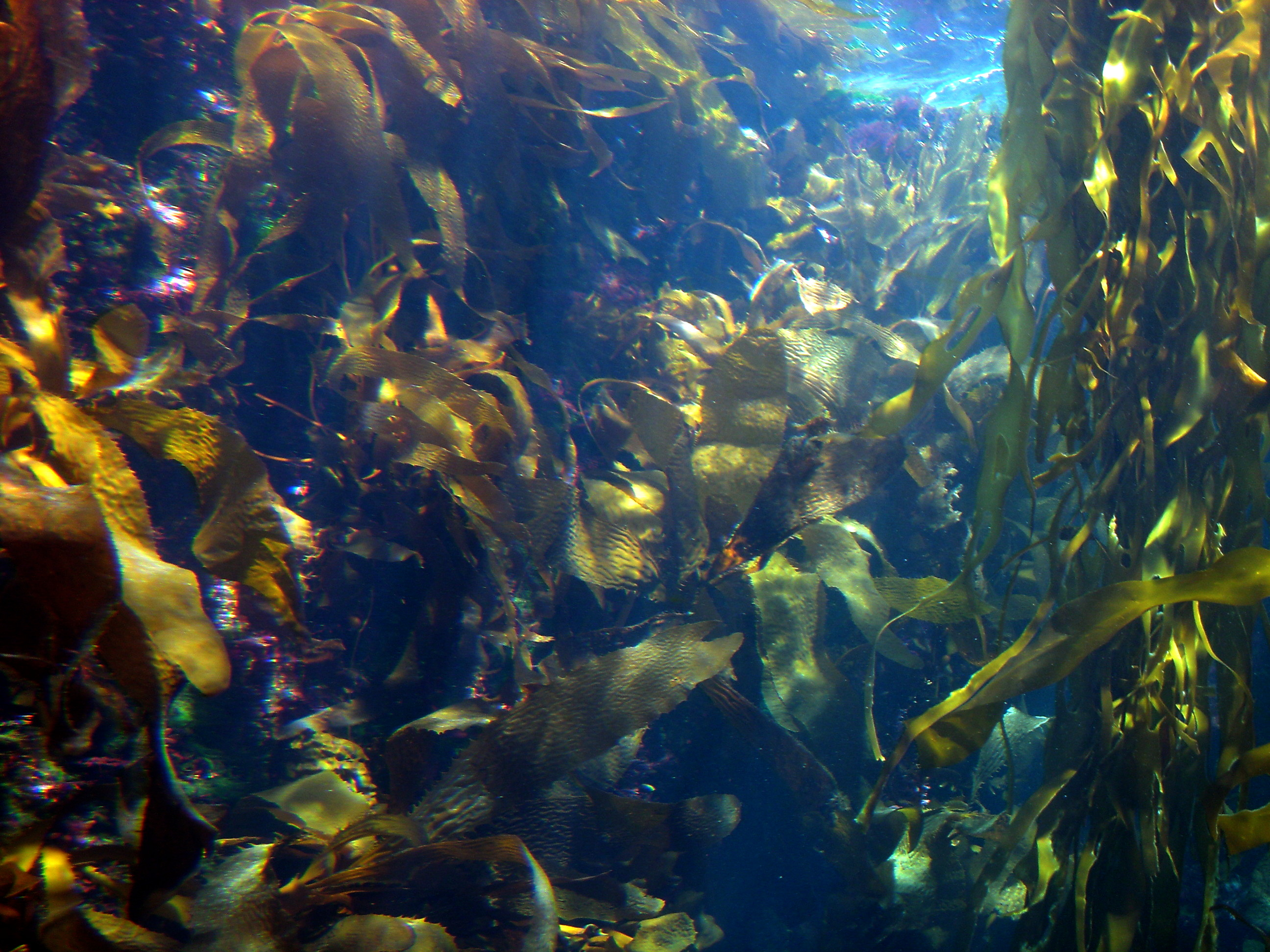
Bosc de varec
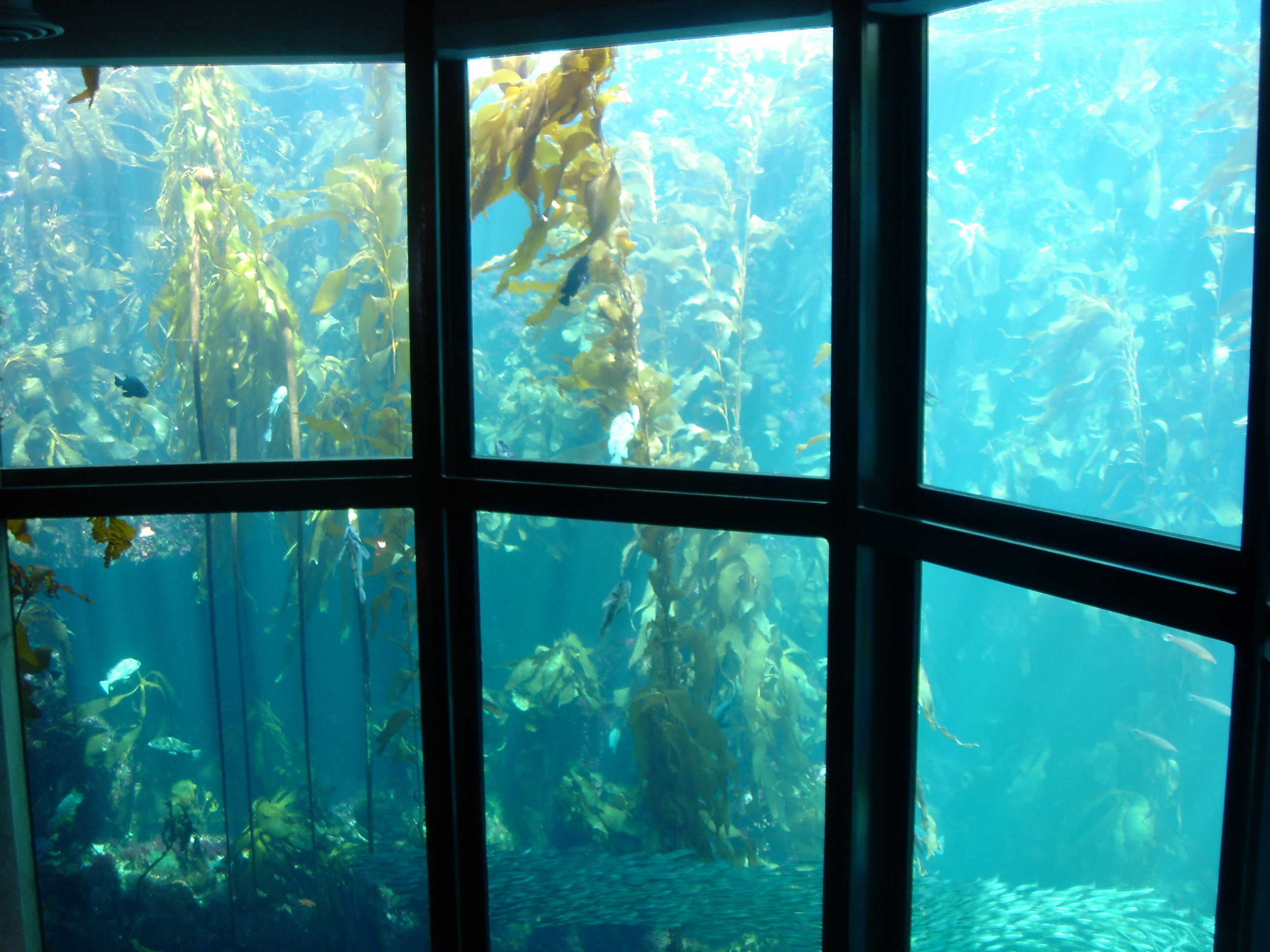
Aquari de Monterey.

## Espècies destacades
- Nereocystis luetkeana, espècie nord-americana usada pels indígenes americans per a fer xarxes de pesca.
- Varec gegant, Macrocystis pyrifera, la més gran, al Pacífic.
- Kombu, Laminaria japonica i altres.

Espècies de Laminaria a les Illes Britàniques; 
- Laminaria digitata (Hudson) J.V. Lamouroux (Oarweed; Tangle)
- Laminaria hyperborea (Gunnerus) Foslie (Curvie)
- Laminaria ochroleuca Bachelot de la Pylaie
- Laminaria saccharina (Linnaeus) J.V.Lamouroux (sea belt; sugar kelp; sugarwack)

Espècies de Laminaria a tot el món:
- Laminaria agardhii (NE. Amèrica)
- Laminaria angustata (Japó)
- Laminaria bongardina Postels et Ruprecht (Mar de Bering fins a Califòrnia)
- Laminaria cuneifolia (NE. Amèrica)
- Laminaria dentigera Klellm. (Califòrnia - Amèrica)
- Laminaria digitata (NE. Amèrica)
- Laminaria ephemera Setchell (Sitka, Alaska, a Monterey County, Califòrnia - Amèrica)
- Laminaria farlowii Setchell (Santa Cruz, Califòrnia, fins a Baixa Califòrnia - Amèrica)
- Laminaria groenlandica (NE. Amèrica)
- Laminaria japonica (Japan) sinònim de Saccharina japonica
- Laminaria longicruris (NE. Amèrica)
- Laminaria nigripes (NE. Amèrica)
- Laminaria ontermedia (NE. Amèrica)
- Laminaria pallida Greville ex J. Agardh (South Africa)
- Laminaria platymeris (NE. Amèrica)
- Laminaria saccharina (Linnaeus) Lamouroux (Illes aleutianes, Alaska a sud de Califòrnia)
- Laminaria setchellii Silva (Illes aleutianes, Alaska a Baja California)
- Laminaria sinclairii (Harvey ex Hooker f. ex Harvey) Farlow, Anderson et Eaton (Hope Island, British Columbia a Los Angeles, Califòrnia - Amèrica)
- Laminaria solidungula (NE. Amèrica)
- Laminaria stenophylla (NE. Amèrica)

Altres espècies dins Laminariales
- Alaria marginata Post. & Rupr. (Alaska i Califòrnia -
- Costaria costata (C.Ag.) Saunders
- Durvillea antarctica (Nova Zelanda, Amèrica del Sud, i Austràlia)
- Durvillea willana
- Durvillaea potatorum
- Ecklonia brevipes J. Agardh
- Ecklonia maxima (Osbeck) Papenfuss
- Ecklonia radiata (C.Agardh) J. Agardh
- Eisena arborea Aresch.
- Egregia menziesii (Turn.) Aresch.
- Hedophyllum sessile (C.Ag.) Setch
- Macrocystis angustifolia Bory
- Pleurophycus gardneri Setch. & Saund.
- Pterygophora californica Rupr.
- Saccharina japonica